# Musikpsykologi
Musikpsykologi är en disciplin inom musikvetenskapen som studerar upplevelse och beteende i samband med musik.
Musikpsykologin började växa fram i slutet av 1800-talet i samband med psykologins utveckling. En stor del av musikpsykologin behandlar komponenter i musik, såsom tonhöjd, klangfärg, rytm och melodi. Kärnan i musikpsykologin är emellertid studiet av skapande, utförande och upplevelse. Forskning om musikutförande innefattar förutom registreringar av musikutföranden också studier av planering och utvärdering av utföranden liksom av psykologiska och sociala faktorer som kan påverka musikutförande, tex. rampfeber. 